# Canaveilles
Canaveilles (katalanisch Canavelles) ist eine französische Gemeinde mit 43 Einwohnern (Stand 1. Januar 2022) im Département Pyrénées-Orientales in der Region Okzitanien. Sie gehört zum Arrondissement Prades und zum Kanton Les Pyrénées catalanes.

## Geografie

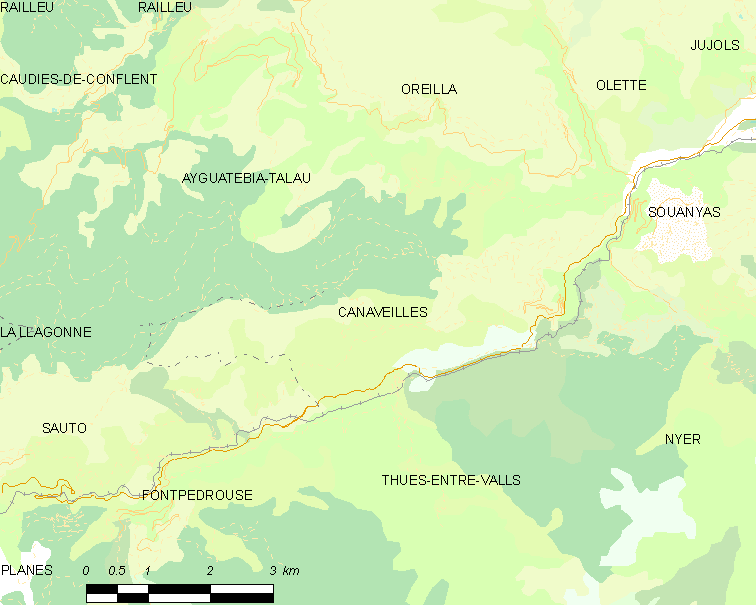
Karte von Canaveilles

### Nachbargemeinden
Nachbargemeinden von Canaveilles sind Ayguatébia-Talau im Norden, Oreilla, Oletta und Souanyas im Nordosten, Nyer im Osten, Thuès-Entre-Valls im Süden, Fontpédrouse im Westen und Sauto im Nordwesten.

## Bevölkerungsentwicklung
| Jahr      | 1962 | 1968 | 1975 | 1982 | 1990 | 1999 | 2013 |
| Einwohner | 47   | 27   | 40   | 50   | 73   | 58   | 46   |

## Sehenswürdigkeiten
- Romanische Kirche Saint-Martin in Canaveilles
- Romanische Kirche Saint-André in Llar
- Romanische Kirche Saint-Pierre in Graus